# Петар IV Рареш
Петар IV Рареш (око 1487 - 3. септембар 1546) - владар Молдавске кнежевине у периоду 1527-1538 и 1541-1546, ванбрачни син Стефана III Великог и Марије из Хирлау .

## Прва владавина
Петар је био ванбрачни син Стефана Великог и Марије од Хирлау. Његова мајка Марија била је жена богатог бојара који је имао надимак Рареш – „безбради“. Овај надимак је наследио Петар.
1526. Мађарска је изгубила битку код Мохача и то је довело до јачања Османског царства. У таквим условима, Петар IV Рареш, који је дошао на власт 1527. године, био је принуђен да повећа износ данка Османлијама са 8 хиљада на 10 хиљада злата .
Петар је водио активну спољну политику. У почетку, у борби за угарски престо, подржавао је Фердинанда I Хабзбуршког. Али под притиском Османлија променио је своју политику. Са Јаношом I Запољајем се договорио да Петар пружи подршку, али за то добија тврђаве Родну и Бистрицу и руднике сребра у Трансилванији. Петар је 22. јуна 1529. победио трупе Фердинандових присталица код Фелдвара. Покушај заузимања Бистрице и Брашова у јесен 1529. завршио је неуспехом. Петер је од Јаноша Запољаја добио тврђаве Унгураш, Чичеу, Цетатију де Балте и епископију Вад. Петар је 1530. поново покушао да врати Покутје (који је још једном уступио Пољској од молдавског владара Богдана III Кривог 1505. године). У зиму 1530. године молдавске трупе су заузеле спорну територију, али након што је пољска војска поразила битку код Обертина 22. августа 1531. године, молдавске трупе су се повукле [4], изгубивши артиљерију. Петар Рареш је рањен 1532. године и тада је закључен је мир са Пољском<ref name="Краткая история Румынии стр. 65">.
Покушао је да настави очеву политику јачања централне власти. Ослањајући се на мале бојаре, ограничио је утицај великаша. Незадовољство ових последњих резултирало је заверама. Петар је започео припреме за ослобођење Молдавије од турске власти и у ту сврху успоставио везе са владама многих земаља. Петар  је 1533. године, покушавајући да пронађе нове савезнике, послао амбасадоре у Русију. Године 1535. закључио је тајни антиосмански уговор са Фердинандом Хабзбуршким. У Европи је формирана Света лига, која је планирала да искористи умешаност Османског царства у рат са Персијом. У септембру 1538. турска војска на челу са султаном Сулејманом отишла је на Молдавију, кримски Татари су упали са истока, а Пољаци са севера. Трупе Петра Рареша су у почетку пружале отпор Османлијама и чак су их поразиле код Хотина. Али након заузимања главног града кнежевине Сучаве од стране турске војске и издаје бојара који су изразили лојалност султану, Петар Рареш је побегао из земље. Од тог времена, Молдавија је коначно дошла под власт Отоманског царства. Султан је потчинио области између Прута и Дњестра, а кримски Татари су добили Буџак. Стефан Лакуста је постављен као нови владар.

## Друга владавина
Петар Рареш, не налазећи подршку од бојара, сакрио се у Трансилванији. Стефан V Лакуста је умро као резултат завере, Александар Корња је такође покушао да се ослободи турске власти. У таквој ситуацији, 1541. године Петар Рареш је поново постао господар, пошто је од турског султана преузео молдавски престо. Али за то се обавезао да ће повећати данак на 12 хиљада златника, признао је територијалне губитке 1538. године, турски гарнизон се налазио у Сучави, а његов син Иља је послат у Истанбул као талац [4]. Овог пута Петар је такође почео да јача централну власт, погубио је вође бојарске опозиције. Године 1542. закључио је споразум са Хабзбурговцима, подржавао антитурске снаге, повезивао се са Русијом, добијајући одатле материјалну помоћ. Петар Рареш је основао неколико манастира и цркава у Беј, Ботошани, Хирлау, Тиргу Фрумос и Роман.

## Породица и деца
Супруга Марија, од априла 1530. Јелена, кћи Јована Бранковића, српског деспота (-1552)
Иља II Рареш (око 1531 - јануар 1562), владар Молдавске кнежевине 1546-1551
Стефан IV Рареш, владар Молдавске кнежевине 1551-1552
Константин (- 26. март 1554)
Јанку Сасул. Ванбрачни син Петра, рођен од ердељске Немице Катарине Вајс, владар Молдавске кнежевине 1579-1582. Муж Марије Палеологине
Ана (- 1542/1546). Жена Влада VII Инекатул (Утопљеник), владар Влашке 1530-1532
Марија (-1614/1616) У низу извора се назива ћерком Петра из његовог првог брака са Маријом Кернет, што је мало вероватно.
Кјажна, супруга Мирче V Пастира, владара Влашке
Роксандра [ро] (- 1570) Жена Александра III Лапушњануа, владара Молдавске кнежевине 1552-1561. и 1564-1568.